# Melaminivora alkalimesophila
Melaminivora alkalimesophila es una bacteria gramnegativa del género Melaminivora. Fue descrita en el año 2014, es la especie tipo. Su etimología hace referencia a mesófila. Es móvil por flagelo polar. Tiene un tamaño de 0,7-0,9 μm de ancho por 2-3 μm de largo. Catalasa y oxidasa positivas. Forma colonias lisas y translúcidas en agar R2A. Temperatura de crecimiento entre 15-50 °C, óptima de 40-45 °C. Sensible a los antibióticos cefatriaxona, cloranfenicol, ciprofloxacino, doxiciclina, eritromicina, gentamicina, kanamicina, piperaciclina, polimixina, estreptomicina, tetraciclina y trimetoprim. Resistente a ampicilina, cafazolina, clindamicina, lincomicina, ofloxacino, vancomicina, norfloxacino y rifampicina. Se ha aislado de aguas residuales de una fábrica de melamina en China. 